# Lake Palace hotel

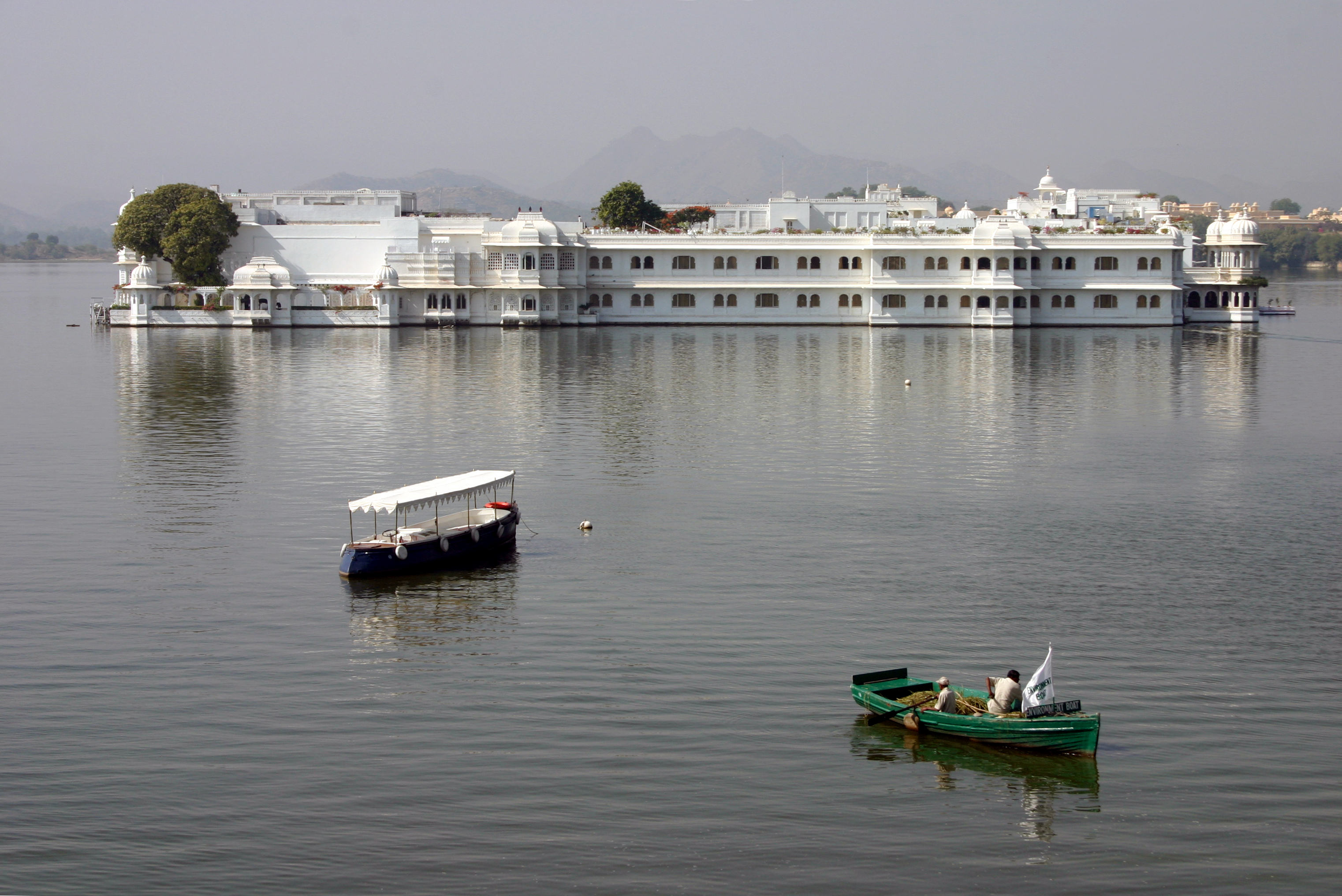
Lake Palace hotel in het Picholameer

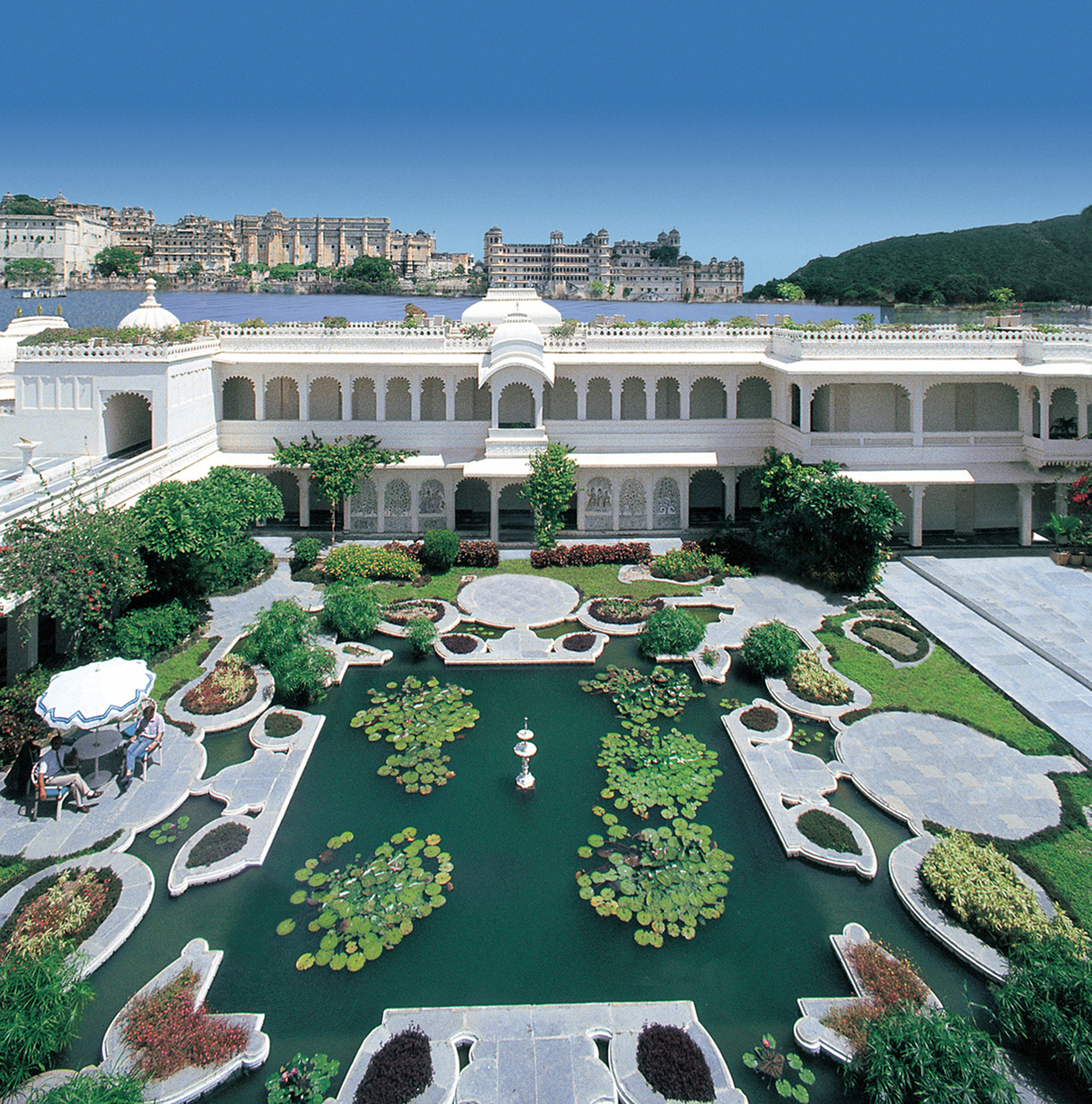
De grote binnenplaats met de lelievijver

Het Lake Palace hotel, ook wel Jag Niwas genoemd, is een voormalig paleis in de stad Udaipur in Rajasthan, India. Het staat midden in het kunstmatige Picholameer. Het is tegenwoordig een luxehotel met 83 kamers. Het heeft een romantische, sprookjesachtige uitstraling door zijn binnenplaatsen met tuinen en fonteinen en exotische poortjes en zuilengalerijen.

## Geschiedenis
In 1743 werd begonnen met de bouw van het Jag Niwas. Het zou als zomerresidentie dienen voor maharadja Jagat Singh de tweede. Het paleis is in zijn geheel opgetrokken uit marmer en de bouw nam drie jaar in beslag.
Zoals wel meer voormalige paleizen in India werd het in de tweede helft van de twintigste eeuw omgebouwd tot hotel. Sinds 1971 werd het eigendom van de keten Taj Hotels. Deze bezit meer voormalige paleizen in India.

## Trivia
- In 1620 werd ook al een paleis in het Picholameer gebouwd. Het was het Jag Mandir-paleis. Ook dit is omgebouwd tot hotel. Beide hotels werden als decor gebruikt in de James Bondfilm Octopussy.
- Het Picholameer is niet erg diep en valt soms droog waardoor het paleis op het land lijkt te staan.